# Zawiercie (stacja kolejowa)
Zawiercie – stacja kolejowa w Zawierciu, w województwie śląskim, w Polsce. Według klasyfikacji PKP ma kategorię dworca regionalnego. Na stacji zatrzymują się wszystkie pociągi obsługiwane przez PKP IC tj.: Express InterCity Premium, Express InterCity, Intercity, TLK oraz wszystkie pociągi uruchamiane przez Koleje Śląskie.

Schemat tras pociągów EIP, EIC, IC, TLK, KŚ ze stacji Zawiercie. (2023)

## Pasażerowie
| Rok  | Roczna liczba pasażerów | Dzienna liczba pasażerów | Miejsce w Polsce |
| ---- | ----------------------- | ------------------------ | ---------------- |
| 2017 | 1 350 500               | 3 700                    | 66.              |
| 2018 | 1 387 000               | 3 800                    | 71.              |
| 2019 | 1 569 500               | 4 300                    | 78.              |
| 2020 | 1 061 400               | 2 900                    | 77.              |
| 2021 | 1 168 000               | 3 200                    | 85.              |
| 2022 | 1 533 000               | 4 200                    | 83.              |
| 2023 | 1 569 500               | 4 300                    | 82.              |
| 2024 | 1 793 400               | 4 900                    | 79.              |

## Historia
Po raz pierwszy pociąg przejechał przez Zawiercie 1 grudnia 1847 roku; uruchomiono wówczas jednotorowy ruch z Częstochowy do Ząbkowic. W 1881 roku uruchomiono ruch dwutorowy z Koluszek do Ząbkowic, a w 1890 roku otwarto stację i dworzec II klasy. W latach 1910–13, z okazji trzechsetlecia panowania dynastii Romanowów, przeprowadzono budowę nowego dworca, ukończoną oddaniem go do użytku w 1914 r.
Pod koniec 2009 roku zakończono przebudowę głowic rozjazdowych na stacji, co pozwoliła pociągom przejeżdżać przez nią z prędkością do 100 km/h, a nie, jak dotąd, 40 km/h.
Na przełomie maja i czerwca 2012 roku zakończył się remont dworca i peronów.
W październiku 2020 roku podjęto decyzję o budowie peronu 3 oraz rewitalizacji i odbudowy linii kolejowej nr 182 Tarnowskie Góry – Zawiercie. W ramach prac zlikwidowano peron numer 4 i wybudowano wyspowy peron numer 3. Od rozkładu 2023/2024 stacja zyskała dodatkową krawędź peronową.

## Galeria

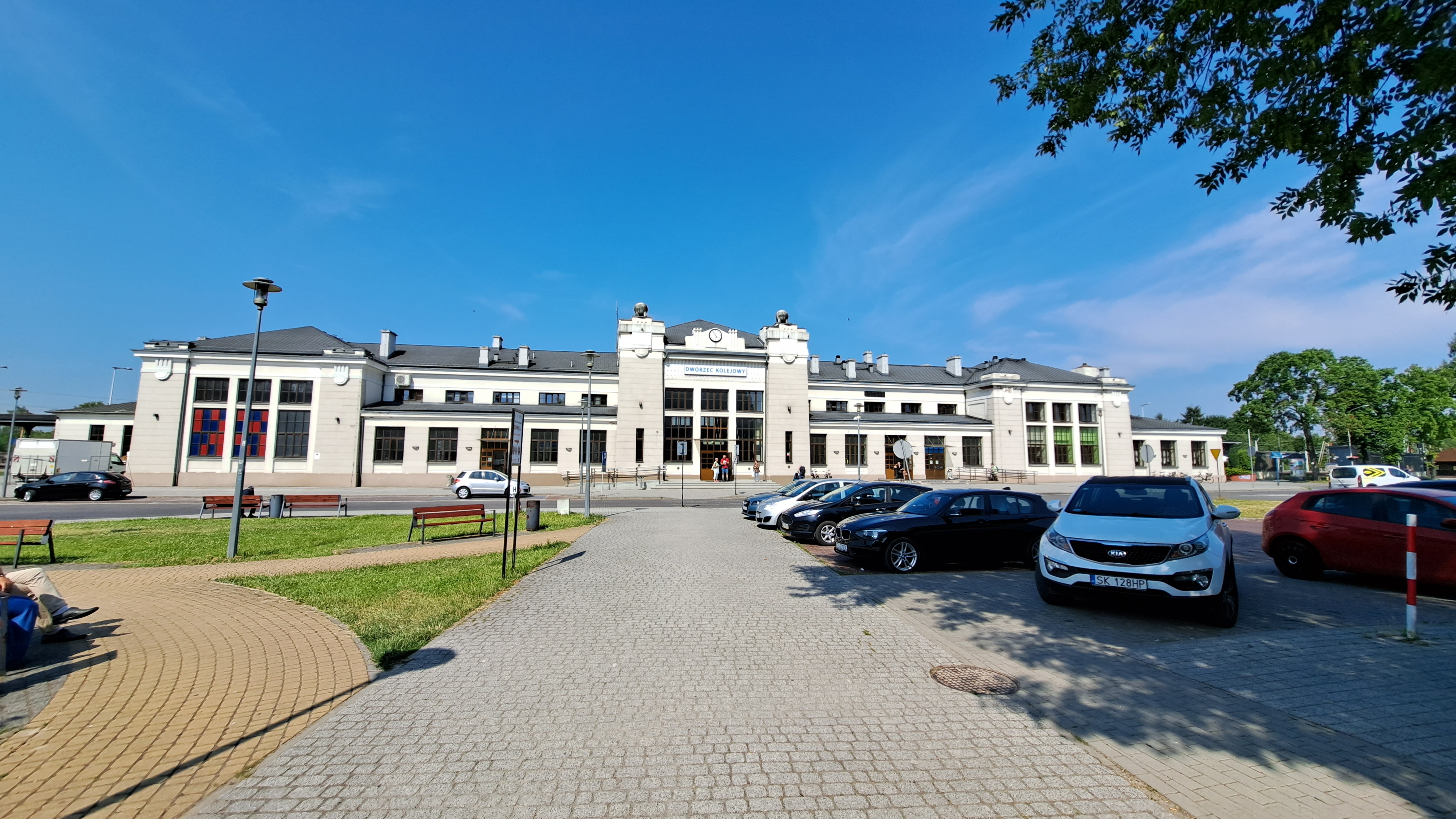
Główne wejście do budynku dworca od ulicy 3 Maja.
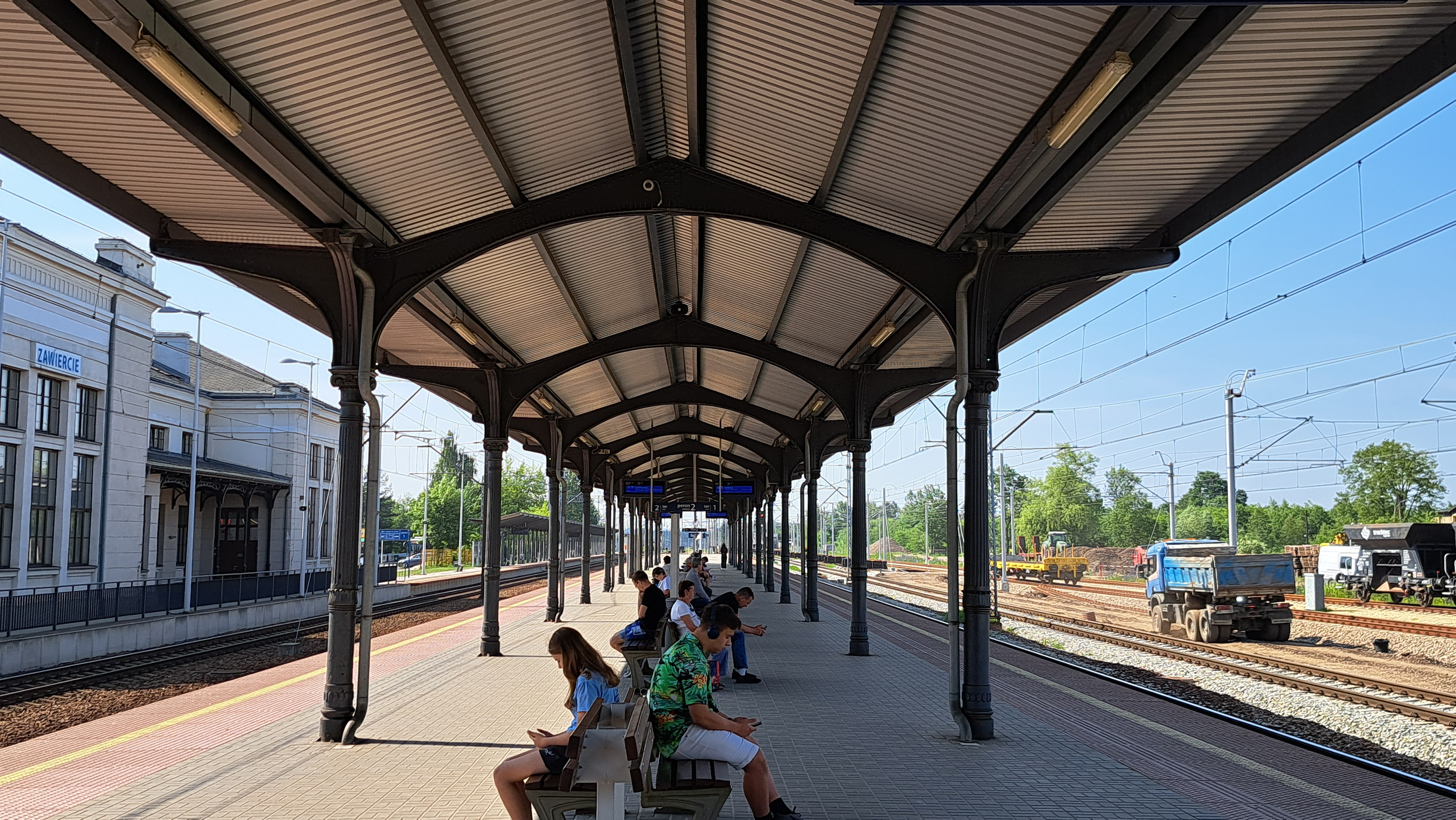
Widok na zadaszoną część peronu numer 2.
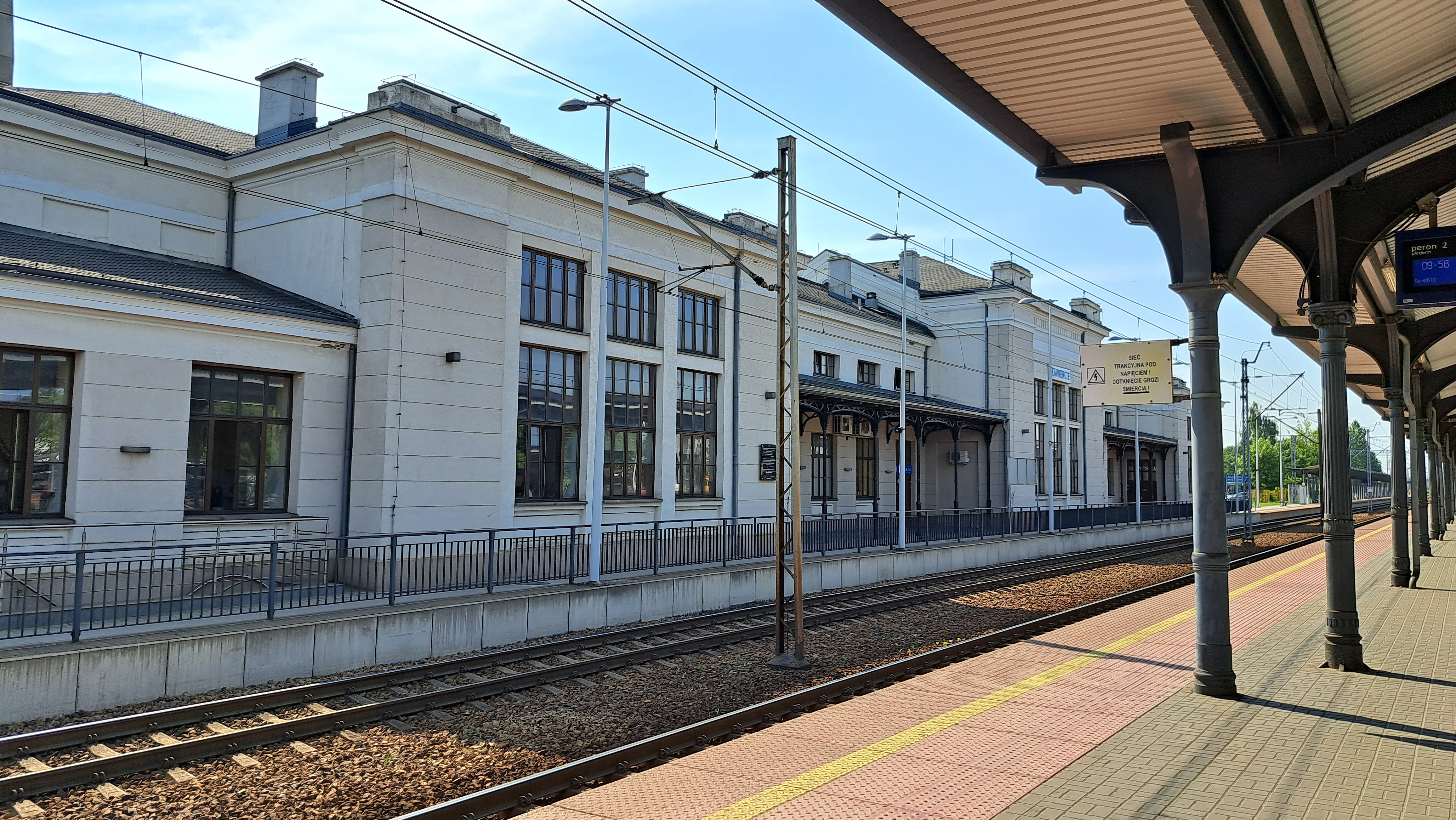
Budynek dworca widoczny z peronu 2.
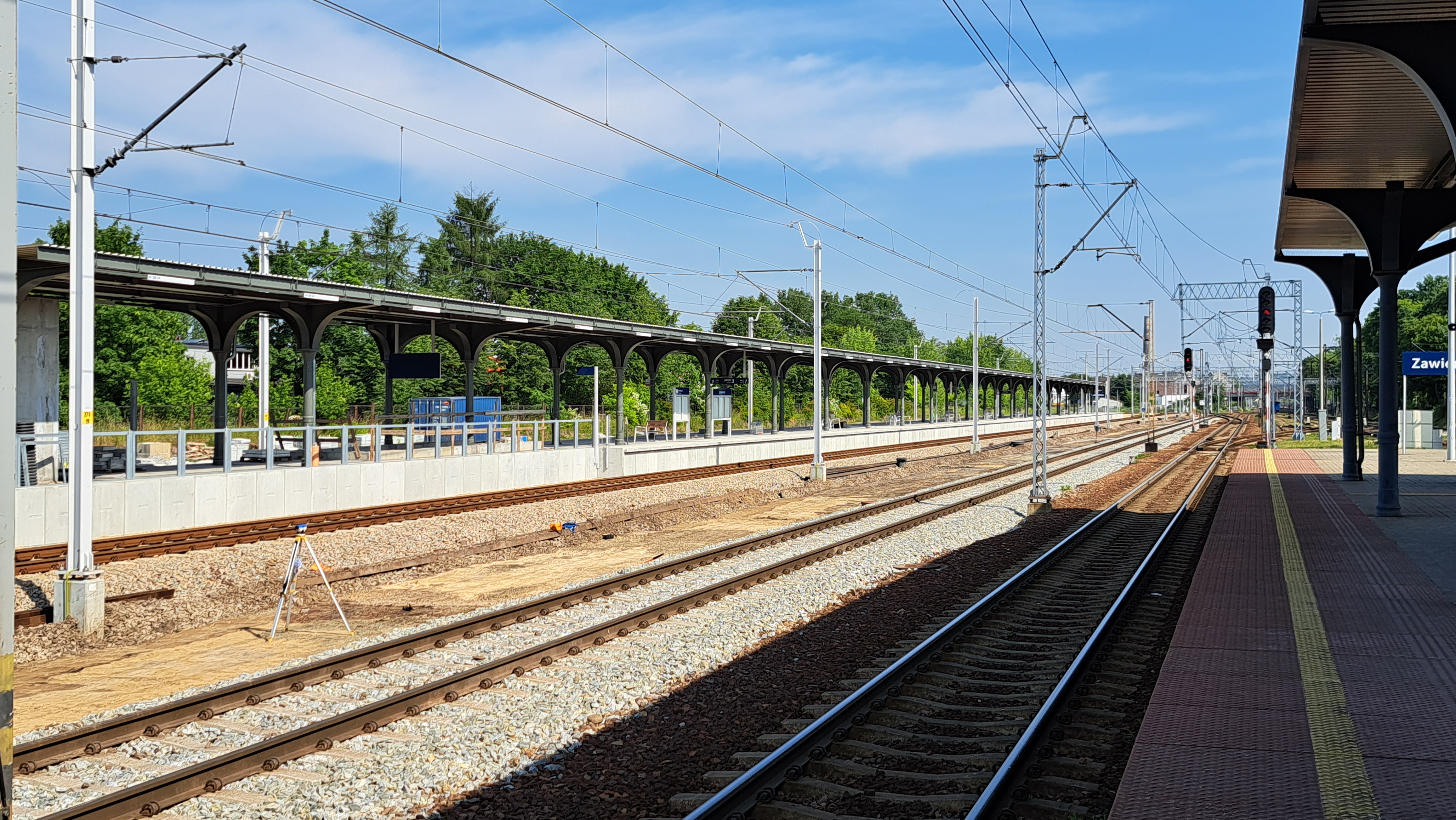
Budowany peron 3.
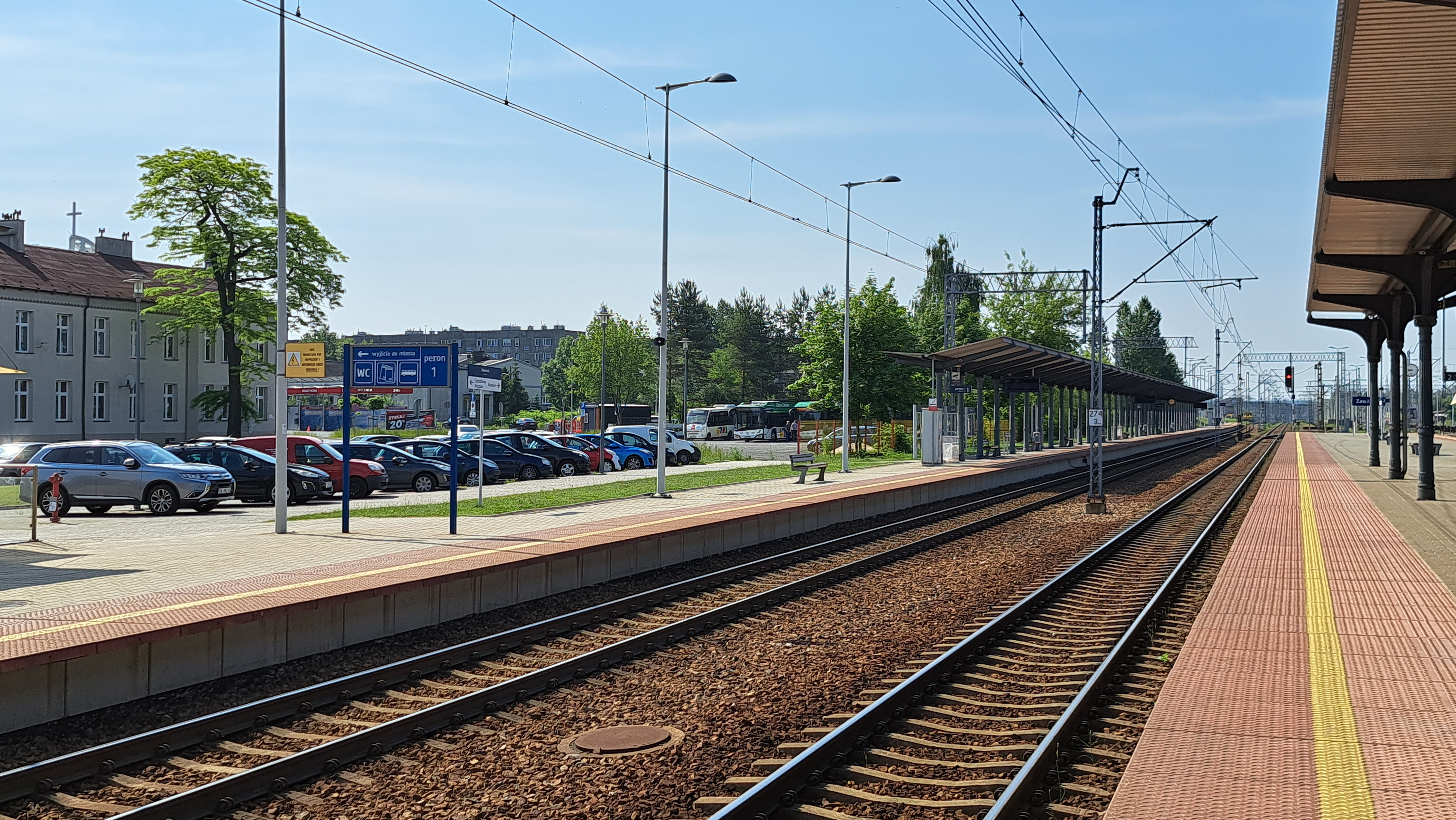
Widok na peron 1.
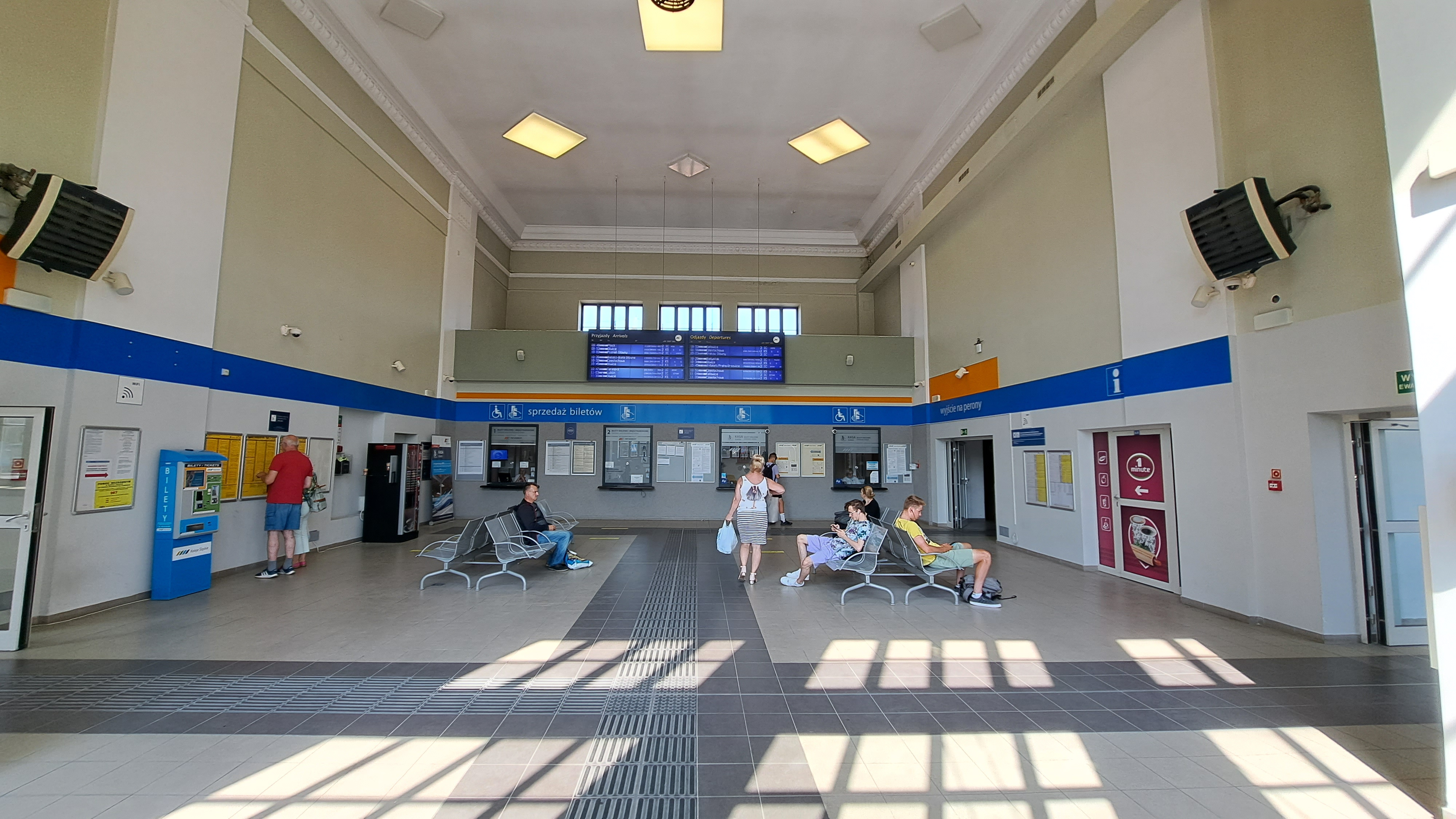
Główna hala dworca.
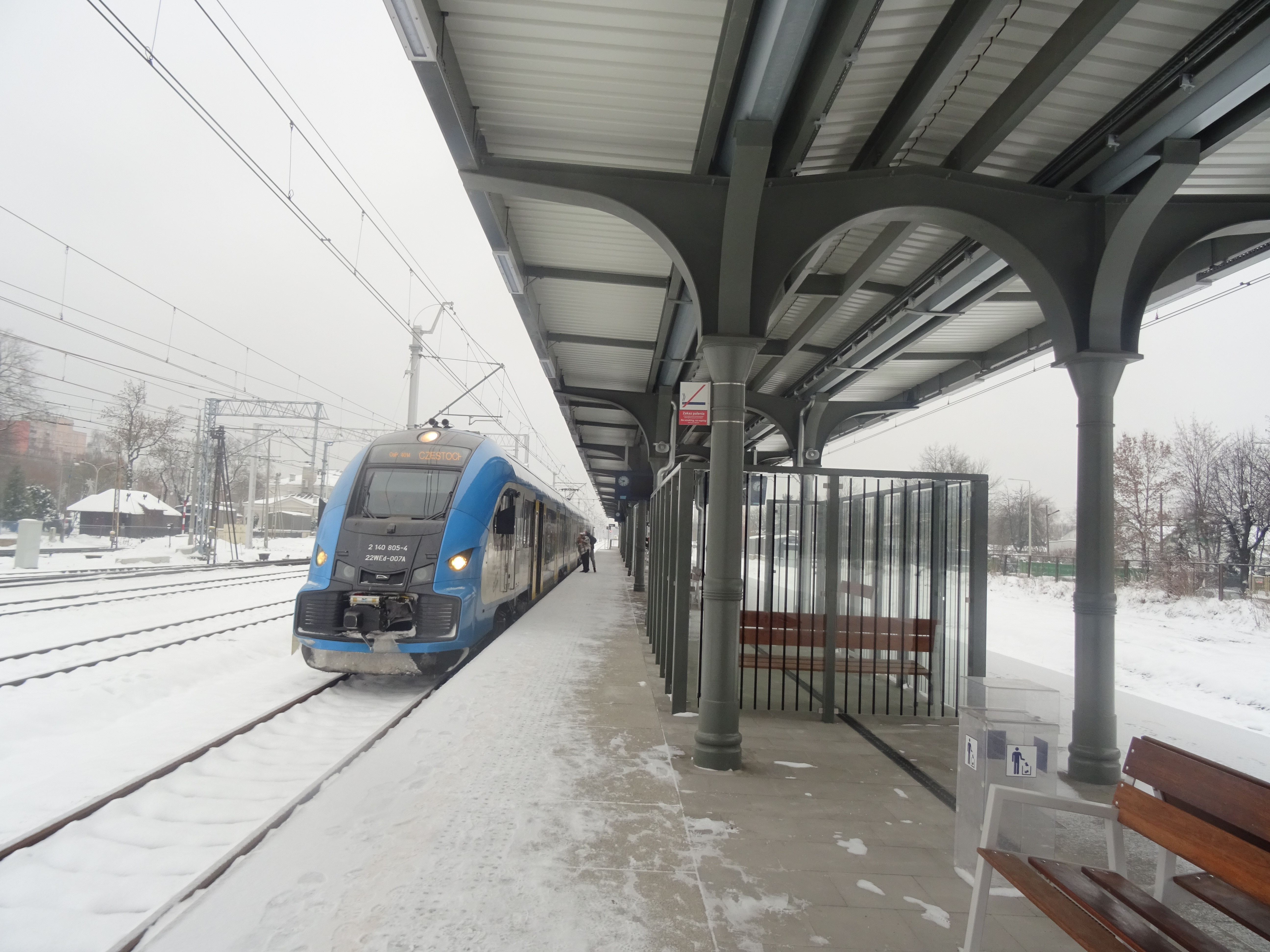
Peron 3 w dniu otwarcia.
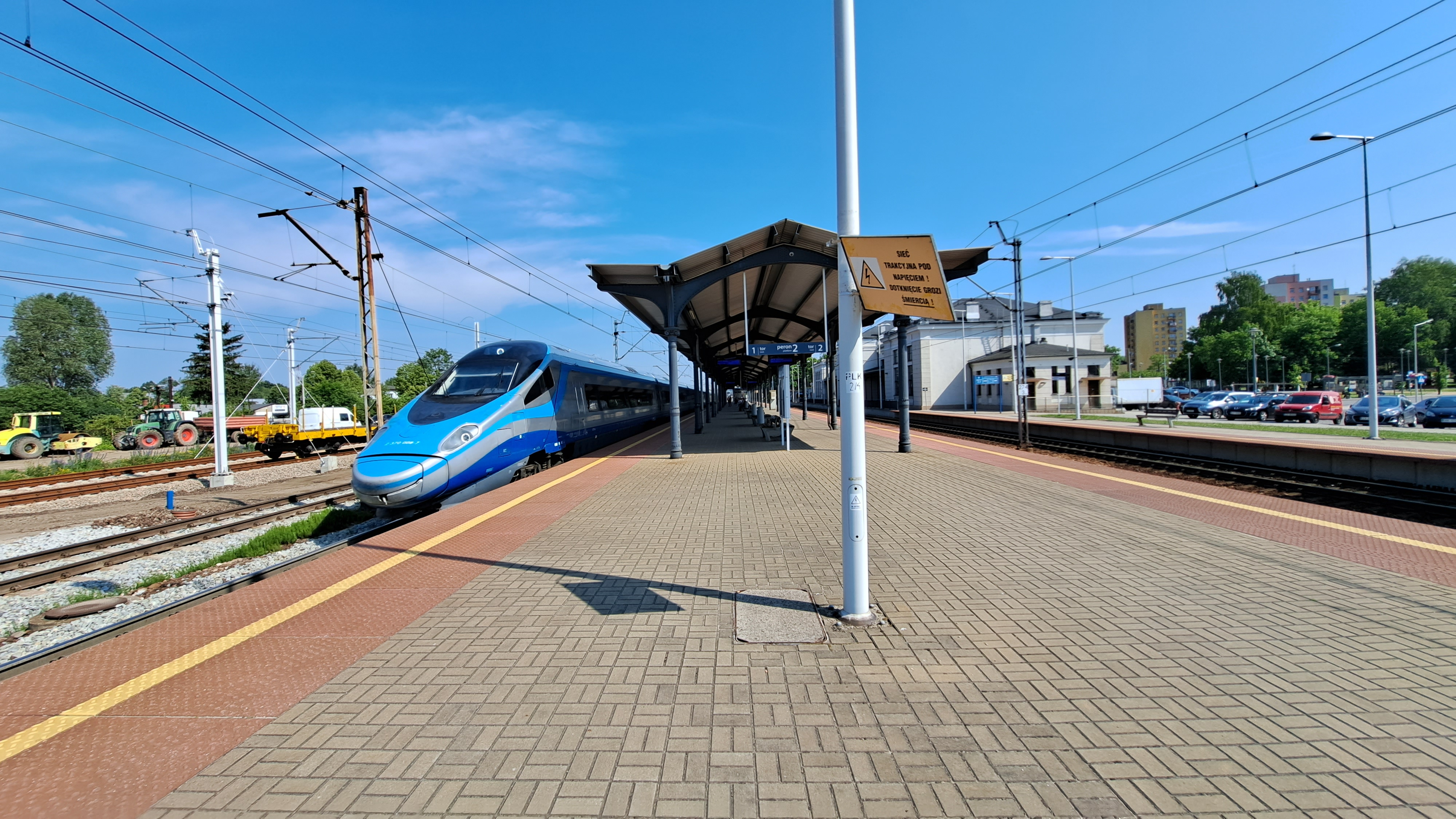
Pociąg Express InterCity Premium na stacji Zawiercie. (2023)